# Котяча акула коричневоплямиста
Котяча акула коричневоплямиста (Scyliorhinus garmani) — акула з роду Котяча акула родини Котячі акули.

## Опис
Максимальна довжина достеменно не відома, оскільки нечасто потрапляє до дослідників. Найбільша відома на сьогодні акула становила 36 см. Голова коротка, широка, дещо сплощена зверху. Очі середнього розміру, овальні, з мигальною перетинкою. Розташовані ближче до носа. За очима розташовані невеличкі бризкальця. Носові клапани довгі. Рот широкий. Зуби дрібні, розташовані у декілька рядків. У неї 5 пар зябрових щілин. Тулуб кремезний. Шкіра товста та груба. Луска велика. Грудні плавці великі, широкі. Має 2 вузьких спинних плавця, розташовані у хвостовій частині. Передній плавець значно більше за задній. Анальний плавець широкий та низький. Хвостовий плавець відносно короткий, гетероцеркальний.
Забарвлення сіро-жовте. На спині, боках та плавцях розкидані дрібні коричневі плями різного розміру (звідси походить назва цієї акули) та 7 нечітких сідлоподібних плям. Черево білувате без плям.

## Спосіб життя
Тримається на незначній глибині. Полює біля дна, є бентофагом. Живиться ракоподібними, молюсками, дрібною костистою рибою.
Це яйцекладна акула. Процес розмноження натепер не достатньо вивчено.

## Розповсюдження
Мешкає біля узбережжя Філіппін та північної Індонезії.